# Nomenclature des composés inorganiques
La nomenclature des composés inorganiques ou nomenclature des composés minéraux est définie comme un système (système de nomenclature des composés, ou des produits chimiques) qui établit la façon dont il faut nommer un composé selon différentes règles bien définies. Cet article traite de la nomenclature des composés inorganiques selon le système de l’Union internationale de chimie pure et appliquée (IUPAC, pour International Union of Pure and Applied Chemistry).
La chimie inorganique, anciennement nommée « chimie minérale », implique des composés chimiques qui ne sont pas basés sur le carbone, contrairement à la chimie organique, pour laquelle il existe d’autres règles distinctes. Il n’existait auparavant aucun système comme celui-ci, les chimistes utilisaient plutôt des noms communs pour identifier les composés. Par exemple : alcool de bois (méthanol), bleu de vitriol (sulfate de cuivre pentahydraté), gypse (sulfate de calcium dihydraté), sel d’Epsom (sulfate de magnésium), chaux vive (oxyde de calcium) ou gaz hilarant (protoxyde d'azote). Par contre, avec l’avancement de la chimie, cette façon de définir les composés est devenue impraticable car actuellement plus de cinq millions de composés chimiques sont connus. Comme il est impossible de mémoriser tous ces noms communs, l’élaboration d’un système de nomenclature systématique devint nécessaire. Les noms utilisés dans ce système pour les composés fournissent des renseignements sur leur composition.
L’objectif principal de ce système pour le chimiste est d’être en mesure de nommer un composé à partir de sa formule ou en écrire la formule à partir de son nom. La nomenclature officielle en chimie est celle définie par l’IUPAC.

## Acides inorganiques
Selon la théorie de Brønsted-Lowry, un acide est défini comme « une substance, qui, une fois dissoute dans l’eau, libère des ions hydrogène (H+) ». La formule brute pour un acide inorganique commence ainsi toujours par un H. Les règles de nomenclature inorganique impliquent que le nom commence toujours par « acide » puis dépend de si l’anion (ion portant une ou plusieurs charges électriques négatives) contient ou non de l’oxygène. S’il n’en contient pas, l’acide se forme en remplaçant le suffixe « ure » par le suffixe « hydrique ». Ce type d’acide est nommé hydracide.
Exemples d’hydracides :
- HF : acide fluorhydrique ;
- HCl : acide chlorhydrique ;
- HBr : acide bromhydrique ;
- HCN : acide cyanhydrique ;
- HI : acide iodhydrique.

Si, au contraire, l’anion contient de l’oxygène, on forme le nom de l’acide en utilisant la racine du nom de l’anion et en y ajoutant le suffixe « ique » ou « eux ». Le « ique » (ou quelquefois « rique »), est utilisé lorsque le nom de l’anion se termine par « ate », tandis que le « eux » est utilisé lorsque le nom de l’anion se termine par « ite ». Ce type d’acide est nommé oxoacide ou oxacide, et son anion oxanion.
Exemple des oxacides et des oxanions du chlore :
- HClO4 (anion : perchlorate ClO–
4 ) : acide perchlorique ;
- HClO3 (anion : chlorate ClO–
3 ) : acide chlorique ;
- HClO2 (anion : chlorite ClO–
2 ) : acide chloreux ;
- HClO (anion : hypochlorite ClO− ) : acide hypochloreux.

Autres exemples d'oxacides et d'oxanions :
- HNO3 (anion : nitrate NO–
3 ) : acide nitrique ;
- HNO2 (anion : nitrite NO–
2 ) : acide nitreux ;
- H2SO4 (anion : sulfate SO2–
4 ) : acide sulfurique ;
- H2SO3 (anion : sulfite SO2–
3 ) : acide sulfureux ;
- H3PO4 (anion : phosphate PO3–
4 ) : acide phosphorique.

Résumé des règles (stratégie de nomenclature des acides) : l’anion contient-il de l’oxygène ?
- non : acide + racine de l’anion + suffixe « hydrique » ;
- oui : vérifier la fin du nom de l’anion :
  - « -ite » : acide + racine de l’ion polyatomique + suffixe « eux »,
  - « -ate » : acide + racine de l’ion polyatomique + suffixe « ique ».

Remarque : tel que mentionné précédemment, un acide selon la théorie de Brønsted-Lowry est une substance qui libère des protons une fois dissoute dans l’eau. Certaines molécules telles que HF et HCl sont gazeuses à 298 K et 1 atm. Ces molécules en phase gazeuse ne répondent pas à la définition d’un acide. Dans ces cas, il faut utiliser la nomenclature des composés covalents inorganique. Par exemple, en phase gazeuse, HF se nomme fluorure d'hydrogène, HCl chlorure d'hydrogène et HCN cyanure d'hydrogène.

## Composés ioniques binaires
De façon générale, les composés ioniques binaires sont d'ions de deux types : un ion de charge positive, nommé cation, et un ion de charge négative, appelé anion. Par convention, lors de l’écriture de la formule chimique, c’est toujours le cation qui précède l’anion. Par exemple, dans le composé NaCl, Na+ est le cation et Cl− est l’anion.
Il existe deux types de composés ioniques binaires : les composés de type I, qui comportent des anions dont la charge ne change jamais, et les composés de type II, qui sont ceux formés d’ions dont la charge varie selon le type d’ion auquel il est associé. Le deuxième type de composé peut être formé soit de cations qui peuvent prendre plusieurs degrés d’oxydation, soit d’ions polyatomiques. Les règles de nomenclature des composés ioniques binaires se divisent donc en deux catégories :

### Composés ioniques binaires de type I
- Nommer l’anion en premier, suivi du cation.
- Le nom d’un anion monoatomique (composé d’un seul atome) est formé en prenant la racine du nom de l’élément dont il est constitué, et en lui ajoutant le suffixe –ure. L’oxygène est une exception, il est nommé « oxyde ».

Exemple de l’anion chlore (Cl−) :
- il garde sa racine chlor ;
- il est complémenté du suffixe –ure, pour former « chlorure ».

Le nom d’un cation monoatomique découle directement du nom de l’élément dont il est constitué.
Exemple du cation sodium (Na+) : il reste tel quel (« sodium ») dans les composés ioniques binaires qui contiennent cet ion.

#### Anions et cations monoatomiques les plus couramment utilisés
- H+ : hydrogène (ion hydronium)
- H− : hydrure
- Mg2+ : magnésium
- Cl− : chlorure
- Al3+ : aluminium
- F− : fluorure
- Na+ : sodium
- O2− : oxyde
- Ca2+ : calcium
- S2− : sulfure

#### Exemples illustrant la façon de former les noms des composés ioniques binaires du premier type
- Mg2+ (magnésium) + O2− (oxygène) = MgO (oxyde de magnésium)
- Ca2+ (calcium) + S2− (soufre) = CaS (sulfure de calcium)
- Na+ (sodium) + Cl− (chlore) = NaCl (chlorure de sodium)
- K+ (potassium) + I− (iode) = KI (iodure de potassium)

### Composés ioniques binaires de type II
Comme il a été mentionné plus haut, les composés de type II se divisent en deux catégories :

Règles relatives à l’écriture des composés ioniques binaires de type II.1 :

D’abord, les composés qui font partie du type II.1 sont ceux qui sont formés de cations qui peuvent prendre différents degrés d’oxydation, c'est-à-dire porter différentes charges (comme les métaux de transition).
Exemples : FeCl2 et FeCl3 :

puisque le fer (Fe) est un élément de transition,

- dans FeCl2, le cation Fe possède une charge de +2,

- dans FeCl3, le cation Fe possède une charge de +3.
Les règles d’écriture restent systématiquement les mêmes que celles pour le type I, cependant, il faut préciser la charge du cation en chiffres romains à la fin de la formule moléculaire.
Exemples : FeCl2 et FeCl3 :

- FeCl2 se nomme chlorure de fer(II),

- FeCl3 se nomme chlorure de fer(III).

#### Exemples de cations du type II.1
- Cu2+ : cuivre(II)
- Cu+ : cuivre(I)
- Co3+ : cobalt(III)
- Co2+ : cobalt(II)
- Sn4+ : étain(IV)
- Sn2+ : étain(II)
- Pb4+ : plomb(IV)
- Pb2+ : plomb(II)
- Ag+ : argent(I)
- Fe2+ : fer(II)
- Fe3+ : fer(III)

### Liste des ions polyatomiques les plus fréquents
Règles relatives à l’écriture des composés ioniques binaires de type II.2 :

Les composés ioniques à ions polyatomiques sont généralement formés d’anions, excepté dans le cas du NH4+, auquel a été donné un nom spécifique.
- C2O42− : Oxalate
- CH3COO− : Acétate
- CN− :   Cyanure
- CO32− :   Carbonate
- ClO− :  Hypochlorite
- ClO2− :   Chlorite
- ClO3− :   Chlorate
- ClO4− :   Perchlorate
- CrO42− :  Chromate
- Cr2O72− :  Dichromate
- HCO3− :   Hydrogénocarbonate
- HPO42− : Hydrogénophosphate
- H2PO4− : Dihydrogénophosphate
- HSO4− :   Hydrogénosulfate
- Hg22+ :   Mercureux
- MnO4− :   Permanganate
- SCN− :  Thiocyanate
- NH4+ :    Ammonium
- NO2− :   Nitrite
- NO3− :    Nitrate
- O22− :    Peroxyde
- OH− :   Hydroxyde
- PO43− :   Phosphate
- SO32− :   Sulfite
- SO42− :   Sulfate

Remarque : les oxanions :

parmi les ions polyatomiques, plusieurs séries d’anions composés d’un élément quelconque sont liées à des nombres d’atomes d’oxygène différents. Ces anions sont appelés oxanions.
- Si la série se limite à deux oxanions, alors le nom de celle qui contient le plus petit nombre d’atomes d’oxygène se termine par –ite, tandis que le nom de celle qui en a le plus se termine par –ate.
Exemples : 
- SO32− : se dit sulfite.
- SO42− : se dit sulfate.

- Si la série compte plus de deux oxanions, on ajoute le préfixe hypo- (moins de) au composé qui est formé du moins grand nombre d’atomes d’oxygène, et per- (plus de) au composé qui en contient le plus.
Exemples :
- ClO− : se dit hypochlorite.
- ClO2− : se dit chlorite.
- ClO3− : se dit chlorate.
- ClO4− : se dit perchlorate.

## Composés covalents inorganiques
Un composé covalent est  « un composé formé de molécules ou d'atomes distincts ». Il est habituellement constitué de deux non-métaux, et la plupart d'entre eux sont ainsi des composés binaires (formés de deux éléments simples). Pour ces composés, les règles suivantes s'appliquent :
- le deuxième élément de la formule, normalement le plus électronégatif des deux, est nommé en premier et porte le nom de l'anion correspondant (le nom de l'anion que cet élément forme dans ses composés ioniques) ;
- le premier élément de la formule est nommé en second (avec le nom complet de cet élément) ;
- le nombre d'atomes présents est identifié en utilisant des préfixes (voir ci-dessous). Cependant, le préfixe mono- n’est jamais utilisé pour désigner le premier élément ; CO par exemple s’appelle « monoxyde de carbone » et non « monoxyde de monocarbone »[2].

Les préfixes grecs utilisés sont les suivants :
1. mono ;
2. di- ;
3. tri- ;
4. tétra- ;
5. penta- ;
6. hexa- ;
7. hepta- ;
8. octa- ;
9. nona- ;
10. déca-.

Exemples de noms de composés covalents :
- NO2 : dioxyde d'azote ;
- N2O3 : trioxyde de diazote ;
- N2O4 : tétroxyde de diazote ;
- PCl5 : pentachlorure de phosphore ;
- SO2 : dioxyde de soufre ;
- SF6 : hexafluorure de soufre.

Remarque : pour éviter des problèmes de prononciation, on laisse souvent tomber la finale o ou a du préfixe quand l'élément commence lui-même par une voyelle. N2O4, par exemple, est appelé « tétroxyde de diazote » plutôt que « tétraoxyde de diazote ».